# Salim at-Toumi
Salim at-Toumi (in arabo سليم التومي‎?; ... – Algeri, 1516) è stato un sovrano arabo, capo della tribù dei Thaâliba, emiro di Algeri all'inizio del XVI secolo. Morì nel 1516 nell'ambito della presa di Algeri.